# Crenopharynx afra
Crenopharynx afra är en rundmaskart som beskrevs av John Inglis 1964. Crenopharynx afra ingår i släktet Crenopharynx och familjen Phanodermatidae. Inga underarter finns listade i Catalogue of Life.